# Lysimachia prolifera
Lysimachia prolifera är en viveväxtart som beskrevs av Friedrich Wilhelm Klatt. Lysimachia prolifera ingår i släktet lysingar, och familjen viveväxter. Inga underarter finns listade i Catalogue of Life.